# ブルジェティスラフ・バカラ
- ブジェティスラフ・バカラ

ブルジェティスラフ・バカラ（Břetislav Bakala, 1897年2月12日 - 1958年4月1日）は、チェコ出身の指揮者。

## 経歴
オーストリア＝ハンガリー帝国領フリシュタークの生まれ。ヤナーチェク・オルガン学校を経てブルノ音楽院に入学し、フランティシェク・ノイマンに指揮法、レオシュ・ヤナーチェクに作曲、ヴィレーム・クルツにピアノを学ぶ。1920年からプラハ国民歌劇場の指揮者を務め、ボフスラフ・マルティヌーの《この世で最も強い者は》の初演などを手掛けた。1926年には短期間ながらアメリカに渡り、フィラデルフィアでオルガニストとして働く傍らでハンス・キンドラーの伴奏ピアニストを務め、同年帰国してブルノ放送管弦楽団の指揮者となった。
1929年には師のノイマンの後を継ぎ、プラハ国民歌劇場の首席指揮者に就任。ヤナーチェクのオペラ《死者の家から》の初演の指揮を担当した。1936年からはモラヴィアの女性教師たちによるヴァッハ合唱団の指揮者も務め、1937年にはブルノ放送管弦楽団のロシア・ツアーに帯同して成功を収めている。1951年にはヤナーチェク・オルガン学校を基礎とするヤナーチェク音楽院の指揮法の教授として後進の指導に当たった。1956年にブルノ放送管弦楽団を発展的に解消して創設されたブルノ国立フィルハーモニー管弦楽団の初代首席指揮者に就任。作曲家としても作品を残す。
ブルノで死去